# 卡尔佩内多洛
卡尔佩内多洛（義大利語：Carpenedolo），是意大利布雷西亚省的一个市镇。总面积30.14平方公里，人口12534人，人口密度415.9人/平方公里（2009年）。国家统计（ISTAT）代码为017039。